# Escoles de Santa Margarida de Montbui
Les escoles de Santa Margarida de Montbui són una obra de Santa Margarida de Montbui (Anoia) inclosa a l'Inventari del Patrimoni Arquitectònic de Catalunya.

## Descripció
L'edifici és de composició molt simètrica. Està format per dos cossos laterals de planta baixa (aules) i un de central de planta baixa i pis on hi ha la porta d'accés a l'escola i al pis dels mestres. Destaca el treball de maó vist de la façana en els arcs de les finestres, tres en cada cos lateral, en la cornisa i en el pis del cos central. Aquí hi ha dues finestres laterals i dues de centrals bessones separades per una columneta també de maó. L'acabament del pis, a manera de frontó, és recorregut per una cornisa de maó vist. La façana posterior de l'edifici és de pedra. Hi ha un nou cos aixecat per engrandir l'habitatge dels mestres.

## Història
Les escoles són fora del nucli originari del poble a la carretera de Valls construïda el 1895. Des dels anys vint el traçat de la carretera influí en el procés d'urbanització de Montbui i el centre de gravetat de la població es va començar a desplaçar cap a aquesta zona. La localització d'aquest edifici és un element significatiu del canvi de la dinàmica interna de la població.